# 升F大調

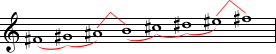
升F大調音階（為全音，為半音）

升F大調是一個基於F♯音的大調，由F♯、G♯、A♯、B、C♯、D♯、E♯和F♯組成，調號有六個升號。關係小調是升D小調，並行小調是升F小調，與降G大調異名同音。